# Богатырец, Кассиан Дмитриевич
Кассиан Дмитриевич Богатырец (5 ноября 1868 года, Кабовцы-Кабин — 28 июля 1960 года, Черновцы) — религиозный и общественный деятель Буковины, который принадлежал к русофильскому направлению; православный священник, историк церкви и глава общины русинов в Буковине. Родившийся в Австро-Венгрии, Кассиан Дмитриевич изучал теологию и историю, а также служил в приходе Садгоры. Он вызывал возмущение австрийских властей своей открытой поддержкой галицких русофилов и был лишён своего сана после поездки в Россию в 1908 году. В начале Первой мировой войны он был арестован и отправлен в Санкт-Мартен, откуда его увезли в венскую тюрьму. В 1917 году его приговорили к повешению, но незадолго до краха австро-венгерской монархии отец Кассиан был амнистирован.
В межвоенные годы отец Кассиан стремился к сдерживанию румынского и украинского влияния на Буковине. Он был рукоположён в священники Румынской православной церкви в Буковинской епархии, отправившись в приход в Кицмань. Претендуя на роль защитника русинского национального меньшинства, Богатырец столкнулся с противостоянием Украинской национальной партии и украинской общины Румынии. Богатырец занимался параллельно просветительской и миссионерской деятельностью среди жителей Буковины (обращая их в русское православие из греко-католичества), сыграв большой вклад в образовании Чехословацкой православной церкви в Подкарпатской Руси.
После присоединения Буковины к СССР Богатырец перешёл в лоно Русской православной церкви, но не принял советскую власть и уехал в Германию, вернувшись обратно только после начала операции «Барбаросса». В течение трёх лет он был помощником митрополита Тита (Симедря), а после ухода Симедри возглавил Буковинскую епархию. В 1944 году Буковину освободили советские войска, и отец Кассиан на этот раз решил не покидать родную землю, взяв на себя управление епархией. После окончания Великой Отечественной войны он по просьбе Московского патриархата занялся сбором материала по истории православной епархии на Буковине. В 1955 году отец Кассиан ушёл на пенсию, дожив последние годы в Черновцах.

## Биография

### Ранние годы. Русофильское движение
Кассиан Дмитриевич Богатырец родился 5 ноября 1868 года в деревне Кабовцы-Кабин в Вашковецком уезде на севере Буковинского герцогства, являющегося коронной землей (ныне в Черновицкой области Украины). Его семья проживала там ещё до присоединения региона к Империи Габсбургов, когда Буковина входила в состав Молдовы. Богатырцы принадлежали к старинному молдавскому дворянству. Родители Кассиана — Дмитрий и Ксения — считались по австрийским меркам крестьянами. Кассиан, которому была предназначена дорога священнослужителя, окончил немецкую народную школу и Черновицкую гимназию в 1889 году с отличием, после чего поступил на богословский факультет Черновицкого университета имени Франца-Иосифа I. Он окончил его в 1893 году с отличием. Помимо религии, Богатырец интересовался русским и украинским народным творчеством, предоставив несколько своих трудов на эту тематику Черновицкому обществу «Православная академия».
11 мая 1897 года Богатырец женился на Стефаниде Александровне Велигорской, дочь священника из деревни Ошихлебы. В июне того же года рукоположён в дьяконы Митрополитом Буковинским и Далматинским Аркадием (Чуперовичем) и занял пост в приходе Садхоры В 1898 году Богатырец защитил диссертацию и получил степень доктора богословия, пройдя также краткий курс славянской филологии. В 1898 году он перебрался в Оршевцы, а через год — в Становцы.
Богатырец стал одним из членов движения буковинских русофилов, лидером которого были богослов Евгений Хакман и преподаватель Евгений Казак. Идеологическими противниками этого движения были украинофилы-грекокатолики и так называемые «младорусины», лидерами которых были Ерофей Пигуляк и Николай Василько. Русофильское движение активно критиковалось австрийскими властями, которые открыто преследовали Пигуляка. После того, как Богатырец подал прошение о предоставлении ему возможности преподавать в Черновицком университете, то получил решительный отказ от австрийских чиновников и митрополита Аркадия. В итоге он продолжил свою деятельность священнослужителя: в 1901 году он стал приходским священником и стал заниматься народным образованием и политической деятельностью, открывая читальные залы и малые общества, распространяя русофильские идеи среди своих прихожан и обращая грекокатоликов в православие. Кассианом Богатырцом и Емельяном Марковичем в 1907 году был выпущен «Русско-православный народный календарь».
В 1908 году Богатырец получил сан экзарха и совершил поездку в Россию: в Санкт-Петербурге он выступил с лекцией, которую напечатали в газете «Новое время». Богатырец рассказал об истории Буковины, которую считал частью Киевской Руси, и осудил австрийскую поддержку украинофильского движения. По факту этих заявлений в Черновцах началось расследование, а в Буковине сторонники Богатырца расширили свою русофильскую деятельность. Священника выслали в Веренчанку, к западу от Заставны, но он продолжил поддержку буковинских русофилов и даже отправил делегацию к губернатору Фридриху Бургиньону фон Бамбергу. В 1910 году по Австрии прокатился слух о том, что Богатырец был членом русской шпионской группы, вследствие чего его и выслали. В 1911 году он участвовал в выборах в Буковинский сейм от Русской народной партии, но потерпел неудачу.

### В тюрьме и после освобождения

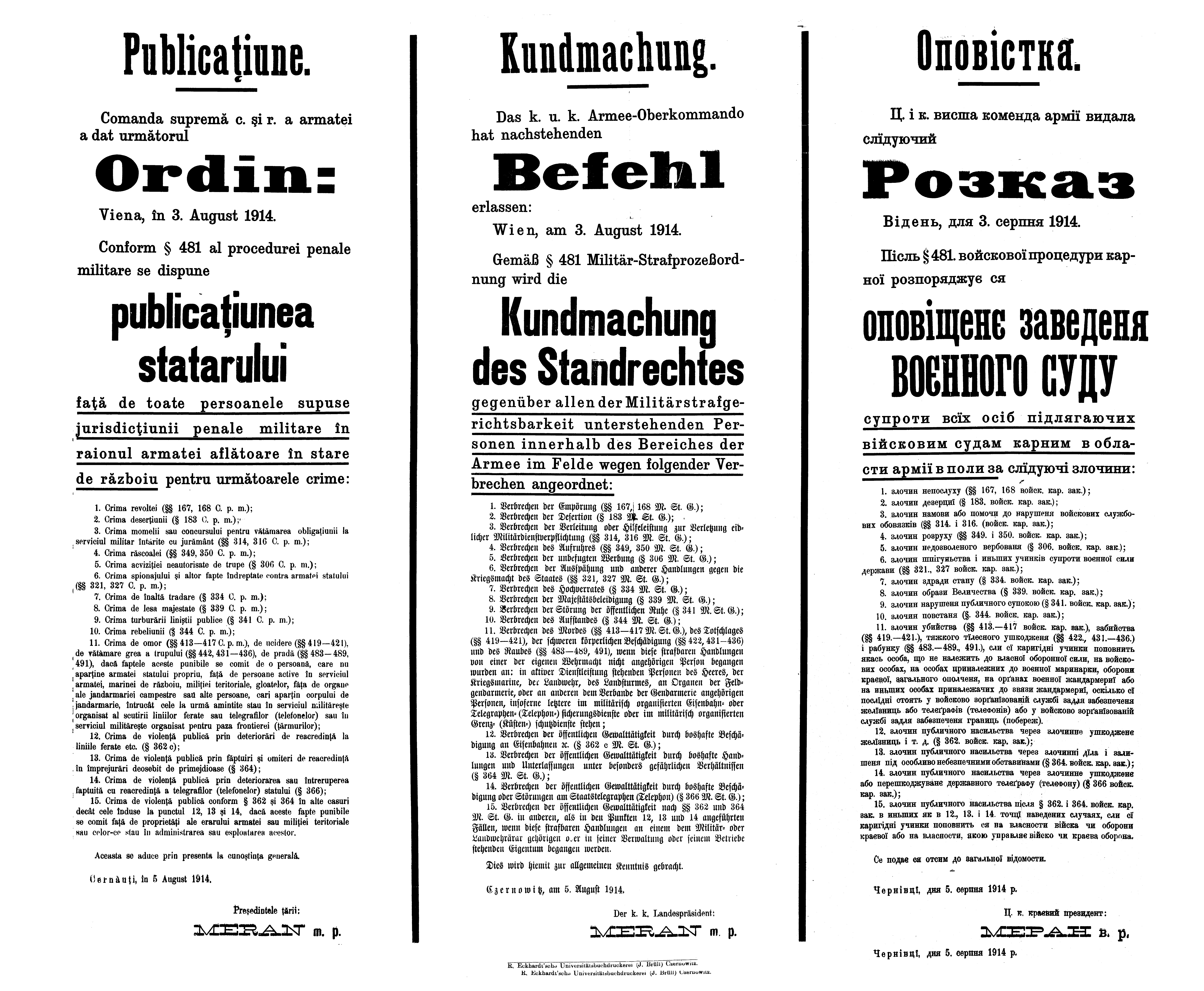
Объявление на румынском, немецком и украинском языках от 3 августа 1914 года, подписанное графом Рудольфом фон Мераном и касающееся дезертирства и государственной измены

В январе 1914 года возобновившиеся притеснения русинского движения оставили отца Кассиана без прихода. После начала Первой мировой войны в августе—сентябре 1914 года Буковину и Галицию частично заняли русские войска, и на занятых русскими землях появилось Галицийское генерал-губернаторство. В Австрии тем временем начали массовые аресты и казни всех, кто хоть как-либо симпатизировал России или русофилам. Глава полиции Черновцов Константин Тарангул фон Валя-Утсей перед эвакуацией гражданской администрации отдал приказ об аресте Богатырца. Священника сослали в лагерь для интернированных в Санкт-Мартене в Верхней Австрии, а потом и в тюрьму Вены. Супруга Стефанида была арестована через несколько дней и сослана в лагерь Талергоф. Перед австрийским судом предстали 22 человека: Кассиан Богатырец, Илларион Цурканович и ещё 20 других галицких русофилов. Суд прошёл с 14 сентября 1916 года по 17 февраля 1917 года и стал известен как Второй Венский процесс. Материалы уголовного дела составили 360 страниц, и большая их часть, по словам отца Кассиана, была сфальсифицирована. Суд вынес приговор большинству обвиняемых (а именно 17 людям) в виде смерти через повешение. В своём прощальном слове Кассиан Богатырец заявил:

Легко предвидеть, что суд приговорит меня к смерти… Но убеждён, что ту Австрию, которая осудит меня на смерть, я ещё переживу.

Была подана апелляция на решение суда, хотя Богатырец отказывался просить помилования. Однако смерть императора Франца-Иосифа и последующий приход к власти Карла I привёл к полной амнистии всех осуждённых. Богатырец перебрался жить в Грац. В сентябре 1917 года Богатырец вернулся в Веренчанку, где продолжил свою религиозную деятельность, а также занялся снова политикой. В 1917—1918 годах отец Кассиан принимал активное участие в буковинском народном вече, которое объявило о желании присоединится к Российской республике в составе автономной Украины. К ноябрю 1918 года австрийская монархия рухнула окончательно, и Австро-Венгрия развалилась. Однако Буковина стала снова центром кровопролитных сражений: на этот раз в бою сошлись Украинская галицкая армия и Армия Румынии. Румыны оккупировали Буковину и добились перехода от военной к гражданской администрации, что позволило Богатырцу остаться на родной земле. Ядро украинофилов, ведомое Ерофеем Пигуляком, Степаном Смаль-Стоцким и Владимиром Залозецким-Сасом, покинуло Буковину и обвинило Румынию в грубом нарушении решений Парижской конференции, по которой Буковину нужно было передать в состав УНР.
Некоторое время Богатырец сотрудничал с румынским консервативным политиком Янку Флондором из Генерального конгресса Буковины, поддержавшим региональную автономию для Буковины в пределах Великой Румынии. В июне румынский генерал Николае Петала получил прошения от межэтнической коалиции, куда входили Богатырец как представитель украинцев и русинов, румыны Янку Флондор и Георге Григорович, немцы Альберт Кольрусс и Рудольф Гайдош, а также евреи Майер Эбнер и Якоб Пистинер. После падения УНР и образования УССР Богатырец направил письмо Антанте с просьбой признать право на автономию Буковины, Восточной Галиции, Подкарпатской Руси, Бессарабии и Мармароша, а также возможность их объединения в новое государство. Письмо передала делегация Первой Чехословацкой Республики. По мнению Богатырца, Буковина являлась исторической землёй карпаторусинов, и свидетельством тому были карты Буковины, на которой русины и украинцы были показаны как национальное большинство.

### Служба в Буковине
После присоединения Буковины к Румынии Богатырец принял в мае 1920 года участие в выборах в Палату депутатов, но проиграл с большим отрывом Константину Кракалии от Социалистической партии (640 голосов за Богатырца, 2994 за Кракалию). Это поражение означало, что старая политика в отношении русинов и украинцев со стороны румын потеряла свою актуальность. В 1928 году на выборах больших успехов добилась Украинская национальная партия Владимира Залозецкого-Саса, который сумел установить хорошие отношения с рядом румынских политиков. В 1921 году Богатырец начал сотрудничество с Чехословацкой православной церковью и начал свою миссионерскую деятельность среди греко-католиков в Мукачево. Как заслуженный профессор канонического права Черновицкого университета (он получил имя Кароля I после присоединения Буковины) он оказал большую помощь в создании в 1928—1929 годах Мукачевской епархии Чехословацкой православной церкви. Помимо этого, отец Кассиан занимался важной деятельностью и в Черновицкой епархии Румынской православной церкви. В 1925 году он был избран в Епархиальное собрание как представитель русинского народа, украинцев там представлял Пётр Катерынюк, а остальные делегаты были румынами. Богатырец защищал интересы русинов и украинцев, отстаивая право на предоставление образования детям на родном языке и борясь за разрешение использования Молитвослова на русском языке. Румынизацию он называл невозможной и недопустимой для русинов.
Находясь в сане протоиерея с 1929 года, в 1930 году Богатырец переехал в Кицмань, где служил настоятелем прихода до 1940 года и активно участвовал в миссионерской деятельности на Днестре в Марамуреше под руководством митрополита Черновицкого Виссариона. Деятельность отца Кассиана заключалась в объединении приходов Марамуреша и Буковины, воссоединении закарпатских и буковинских греко-католиков с Русской православной церковью заграницей, а также борьбой против дальнейшего распространения греко-католицизма среди украинцев. В 1931 году Богатырец стал одним из участников политического противостояния с Залозецким-Сасом. За Богатырца заступился педагог и литератор Константин Исопескуль-Грекуль, назвавший того истинным лидером и человеком с сильным характером. В конце концов, деятельности по развитию образования на русском и украинском языках в Румынии был положен конец в апреле 1937 года, когда Епархиальный совет пригрозил лишением сана многим священникам, которые организовывали преподавание в воскресных школах или иных училищах не на румынском языке. Впрочем, против ношения Богатырцом польского Золотого креста Заслуг румынское правительство не имело ничего.
В июле 1940 года румынское правительство вынуждено было признать законным присоединение Северной Буковины и Бессарабии к Советскому Союзу. 132 приходских священника (в том числе Богатырец) остались на советской территории и вместе с архимандритом Дамаскиным вошли в клир Русской православной церкви. Черновицкая епархия перешла в ведение московской патриархии. Себя в официальных документах (в первую очередь, в анкете для регистрации в Совете по делам РПЦ при Черновицком облисполкоме) отец Кассиан отмечал по национальности как «украинец», а не как «русин» или «русский». Историк С. Г. Суляк утверждал, что Богатырец сделал это под давлением, чтобы Богатырца не приняли за белогвардейца. Впрочем, Богатырец заполнял анкету на литературном русском языке. Имущество церквей и храмов в Буковинах было национализировано, а некоторые священники, не признавшие советскую власть, были арестованы за контрреволюционную деятельность. Впрочем, часть священников обратилась в вышестоящие инстанции с просьбой разрешить им вернуться в Румынскую православную церковь и получила разрешение. В итоге на территории Буковины остались только 22 православных священника: остальные уехали в Германию.
Отец Кассиан был одним из тех, кто воспользовался этой возможностью: он уехал вместе со своей женой Стефанидой и детьми Николаем и Надеждой. Около полугода они пробыли в Любёнжском монастыре, где отец Кассиан восстанавливал своё здоровье и занимался некоторыми исследованиями в библиотеке. В лагере для военнопленных Лейбус он был зарегистрирован как беженец и встречался там с Румынской комиссией. Комиссия постановила, что Богатырец может вернуться в Румынию в Мерей, где ранее служил приходским священником. В июле 1941 года началась операция «Барбаросса», и Богатырцам разрешили вернуться в сентябре в Буковину, которая уже была под контролем румынских войск и где уже находилась румынская гражданская администрация. Семья поселилась в Черновцах. Новый глава Буковинской епархии Тит (Симедря) назначил отца Кассиана своим исповедником и приписал к Свято-Введенскому монастырю.

### Советская Буковина
В марте 1944 года Днепровско-Карпатская операция завершилась освобождением советскими войсками Буковины от немецких и румынских захватчиков. Митрополит Симедря бежал в Румынию, как и многие румынские священники, но Богатырец в этот раз отказался уезжать, невзирая на возможные религиозные преследования со стороны советской власти и испытывая ненависть к румынизации, предпринятой Ионом Антонеску. Несколько тысяч рублей отец Кассиан передал на нужды советских войск. Богатырец был готов к полному переходу в клир Русской православной церкви и даже мог возглавить Украинский экзархат Русской православной церкви. В ходе переходного процесса все румынские рукоположения Богатырца были признаны Русской православной церковью. После перехода Богатырец остался духовником в Свято-Введенском монастыре (там заседали экзархи после своего выселения из резиденции митрополитов Буковины) и настоятелем собора Святого Николая в Черновцах.

Могила Кассиана Богатырца на черновицком кладбище

31 августа 1944 года Стефанида Богатырец скончалась. Николай и Надежда, дети отца Кассиана, уехали во Францию. Богатырец постригся в монахи и занялся историческим трудом: он написал «Краткую историю Буковинской епархии», над которой работал по просьбе Священного синода Русской православной церкви и митрополита Феодосия, епископа Черновецкого и Буковинского. В ходе работы он даже обратился к митрополиту с разрешением попасть в Буковинский архив в Киеве, хотя свидетельств наличия такого разрешения насчитывается очень мало. Также по просьбе руководства УССР и местных музеев Богатырец составил заметки о резиденции митрополитов, истории липован-старообрядцев, баптистов, пятидесятников и адвентистов седьмого дня в Буковине. Также Богатырец оставил подробные стенографические записки о Венском процессе.
В 1946 году Кассиан был награждён митрой и принял малую схиму; в том же году он был награждён медалью «За доблестный труд в Великой Отечественной войне 1941—1945 гг.». Не имея возможности и желания просить вернуться в резиденцию митрополитов или обратиться с посланием к пастве, Богатырец стал бороться за восстановление возможности изучения богословии в университете. Он поддерживал работу по обращению греко-католиков и борьбе против сомнительных религиозных движений. В 1947 году митрополит Феодосий, занявший новую должность в Кировограде, рекомендовал Богатырца на пост епископа Черновецкого и Буковинского как хорошо знающего Буковину и убеждённого русофила, но против выступил патриарх Алексий, который не сильно доверял в политическом плане Кассиану. Церковь оставила за Богатырцом сан протоиерея, но с 1955 года после ухода на пенсию Богатырец стал получать причитающуюся ему ежемесячную пенсию в 2000 рублей за вклад в развитие православной церкви в Буковине во время австрийского владычества и за большой объём проделанной научной работы. Дом на улице Правды, в котором жил Кассиан, был национализирован в 1949 году, и он переехал на улицу Квитки-Основяненко. Паспорт СССР он получил в 1954 году.
В 1955 году Богатырец вышел на пенсию после серьёзной болезни и завещал свои книги церкви. 28 июля 1960 года он скончался в Черновцах и через два дня был похоронен в семейном склепе на Черновицком кладбище: на похоронах присутствовало множество его прихожан. Спустя несколько дней многие книги Кассиана конфисковал КГБ, а «История Буковинской епархии» так и осталась незавершённой. Долгое время считалось, что рукопись «Истории» была утеряна, но племянница отца Кассиана, Евгения Горжу, сохранила у себя печатную копию, которая стала одной из важных работ, посвящённых истории Буковины, и считалась тогда равноценной работам по истории скифов, дакийцев и болоховцев. Значительную часть «Истории» Богатырец посвятил жизни церкви во время австрийского владычества, а также борьбе русинов и румын за самоуправление. Впрочем, в тексте рукописи историки обнаружили ряд неточностей и несостыковок, а также отсутствие описания некоторых моментов жизни Буковины во времена обеих мировых войн.

### На русском
- Мирович Р. Д. Памяти мужественного соотечественника [протоиерея Кассиана Дмитриевича Богатырца] // Журнал Московской Патриархии. — 1971. — № 3. — С. 6—8.
- Пашаева Н. М. Русское движение в Галичине XIX-XX вв. (Постановка проблемы) // Славянский альманах 1998. — Индрик, 1999.
- Буркут И. Г. Историческая судьба галицкого и буковинского русинства. Финал // Русин. — 2009. — № 3.
- Суляк С. Г. Русины: прошлое, настоящее, будущее // Русин. — 2009. — № 3.
- Чучко М. К., Суляк С. Г. Архипресвитер Кассиан Богатырец исследователь церковной истории Буковинской Руси // Русин. — 2014. — № 1 (35). — С. 143—164.
- Гайсенюк В. Репрессии австрийских властей против москвофилов Буковины в годы Первой мировой войны // Codrul Cosminului. — 2014. — № 2. — С. 443—462.
- Данилец Ю. В. О. Кассиан Богатырец на Втором Венском процессе // Библиотека журнала «Русин». — 2016. — № 1. — С. 8—15. Архивировано 15 августа 2021 года.

### На украинском
- Данилець Ю. В. Часопис русскій православный вѣстникъ 1921–1922 (укр.) // Pravoslávie a súčasnosť. Zborník príspevkov zo VII. Vedeckej konferencie študentov, absolventov a mladých vedeckých pracovníkov. — Prešov: Прешовский университет, 2015. — 31 березня.
- Соколевич О. Українське питання у світлі румунської політично-історичної науки (4): Румунсько–українське сусідування в останні дні Австрії (укр.) // ОУН Визвольний Шлях. — Лондон, 1956. — Листопад (vol. 9, № 11 (109)). — С. 1282.
- Старик В. П. Від Сараєва до Парижа. Буковинський Interregnum 1914—1921. — Чернівці: Прут, 2009.
- Яремчук C. Життєвий шлях православного священика Кассіана Богатирця // Питання історії України: Збірник наукових статей, т. 6. На пошану професора Павла Михайлини. — Чернівці: Зелена Буковина, 2003. — С. 275—280. — ISBN 966-7123-88-X. Архивировано 8 мая 2018 года.

### На румынском
- Hrenciuc D. Integrarea minorităților naționale din Bucovina în Regatul României Mari (1918–1928). Unele considerații (рум.) // Codrul Cosminului. — 2006. — Nr. 12. Архивировано 27 декабря 2011 года.
- Iorga N. Memorii. Vol. 6: Încercarea guvernării peste partide: (1931–2). — Vălenii de Munte: Datina Românească, 1939.
- Mihai F. Dinamica electorală a candidaților minoritari din Bucovina la alegerile generale din România interbelică // Partide politice și minorități naționale din România în secolul XX / Vasile Ciobanu, Sorin Radu. — Sibiu: TechnoMedia, 2010. — Vol. V. — ISBN 978-973-739-261-9.

### На чешском
- Marek P. K problematice budování české pravoslavné církve v období první republiky (чешск.) // Sborník Prací Filozofické Fakulty Brněnské Univerzity (Studia Minora Facultatis Philosophicae Universitatis Brunensis). — C, Řada Historická, 2006. — Vol. 55. — Vyd. C53.